# Parastenella ramosa
Parastenella ramosa är en korallart som först beskrevs av Studer 1894.  Parastenella ramosa ingår i släktet Parastenella och familjen Primnoidae. Inga underarter finns listade i Catalogue of Life.